# Quaquapitzahuac
Quaquapitzahuac, Cuacuauhpitzahuac , Cuacuapitzahuac o Quaquauhpitzahuac (... – 1407), è stato il primo tlatoani (regnante) della città azteca di Tlatelolco.

## Biografia
Era il figlio di Tezozómoc, regnante tepaneca di Azcapotzalco. Il suo nome, che significa "Esile corno", si pronuncia kʷaːkʷaʍpiˈtsaːwak in lingua nahuatl classica.
Dopo la morte, avvenuta nel 1407 gli succedette il figlio Tlacateotl.